# Macroglossum kadneri
Macroglossum kadneri là một loài bướm đêm thuộc họ Sphingidae. Nó được tìm thấy ở Sulawesi.